# سیتی بردفورد
سیتی بردفورد (به انگلیسی: City of Bradford) یک شهر در انگلستان است که در یورکشر غربی واقع شده‌است.